# SN 2002kc
SN 2002kc – supernowa odkryta 21 grudnia 2002 roku w galaktyce A033234-2739. W momencie odkrycia miała maksymalną jasność 21,70m.